# 클로스긴팔원숭이

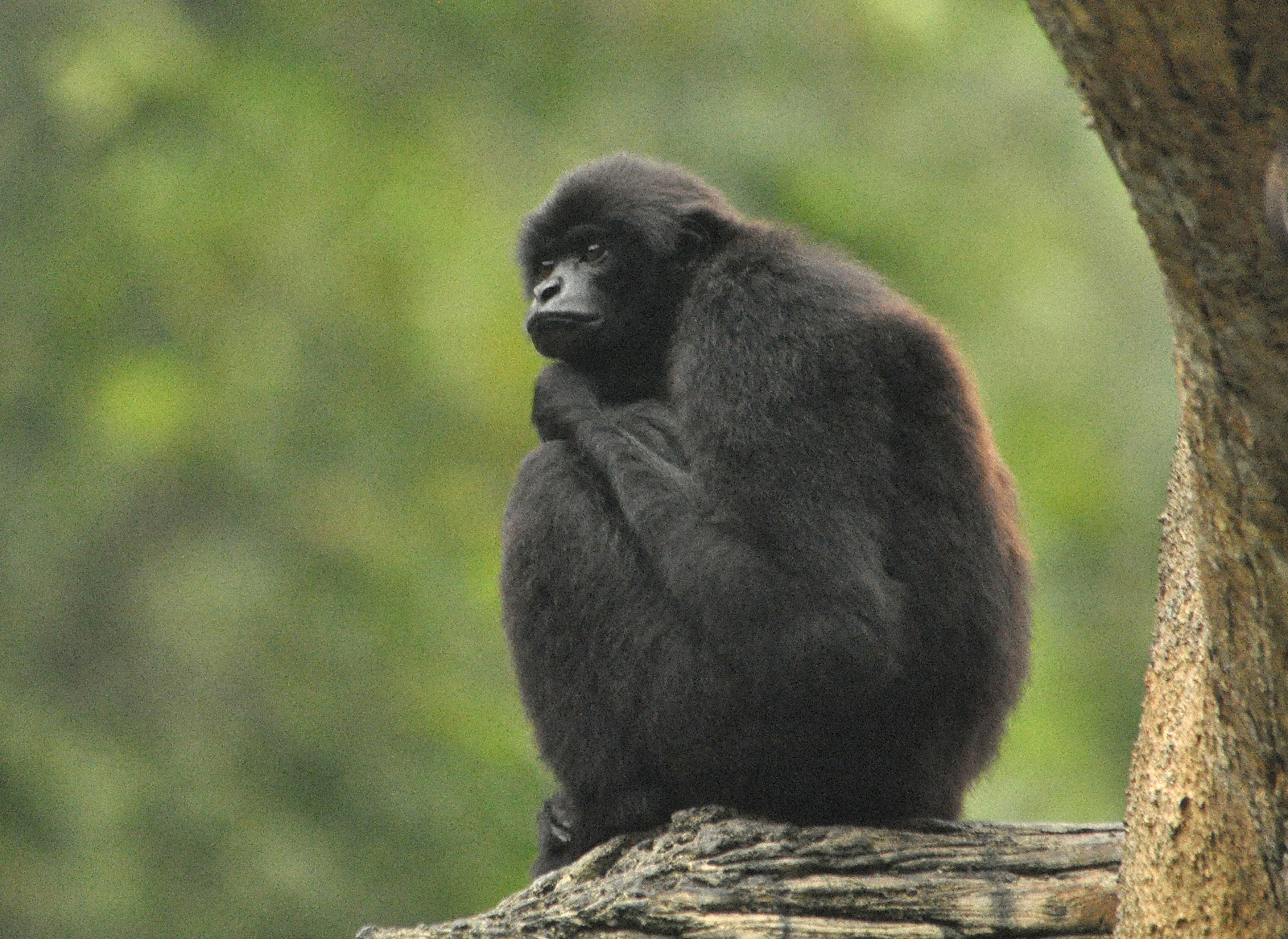

클로스긴팔원숭이 (또는 멘다위긴팔원숭이 학명, Hylobates klossii)는 긴팔원숭이의 일종이다. 검은색 털을 가지고 있는 점에서 큰긴팔원숭이를 닮았으나, 큰긴팔원숭이가 갖고 있는 독특한 목주머니가 없고 큰긴팔원숭이보다 상당히 작다. 클로스긴팔원숭이는 44-63cm의 키에 몸무게는 최대 6kg에 달한다. 모든 긴팔원숭이와 마찬가지로 팔이 길고 꼬리가 없다.
클로스긴팔원숭이는 수마트라섬 서부에 있는 믄타와이 제도에서만 산다. 이들은 주행성 동물이며 긴팔로 나무에 매달리며 우림에 거주하고 드물게 땅에 내려 온다. 다른 모든 긴팔원숭이들처럼 한 쌍이 함께 살며, 다른 긴팔원숭이들에게 약 20-30 헥타르 크기로 자신의 영역 표시를 한다. 이 영역을 침범받게 되면 맹렬히 저항한다. 이들의 음식은 주로 과일이고, 가끔 식물이나 새알, 곤충 그리고 작은 척추동물을 먹는다.
클로스긴팔원숭이의 노래 소리는 모든 긴팔원숭이들 중에 가장 아름다운 것으로 간주된다. 수컷과 암컷은 아침과 저녁동안에 각각 혼자 또는 함께 매우 길게 노래한다. 이 노래는 다른 동물이나 긴팔원숭이들에게 자신들의 영역을 알리는 역할을 하며, 자신들 가족의 유대를 강화하는 역할을 할 것이다.
클로스긴팔원숭이의 번식 사이클은 다른 긴팔원숭이들과 비슷하다. 암컷은 2~3년마다 한 마리의 새끼를 낳는다(임신 기간은 7개월). 그 새끼는 태어난 지 이듬해 반년 후에 젖을 떼며, 완전히 성숙해지는 데는 7년이 걸린다. 이들의 생존 기간은 야생에서 약 25년이며, 동물원 등에서는 40년에 달하기도 한다.